# Усама Рашид
Усама Жаббар Шафік Рашид (араб. أسامة رشيد‎; нар. 17 січня 1992, Кіркук, Ірак) — іракський футболіст, центральний півзахисник клубу Прімейра-Ліги Португалії «Санта-Клара» та національної збірної Іраку.

## Клубна кар'єра

### Ранні роки
Народився в іракському місті Кіркук. У 1999 році перейшов з аматорського клубу ЗОБ (провінція Північна Голландія) до «Феєнорда». Він провів понад десять років з молодіжною командою клубу та входив однієї з найперспективніших груп гравців, які коли-небудь закінчили академію за останні роки. Серед інших випускників цієї групи були Стефан де Врей, Йорді Класі, Бруно Мартінс Інді та Люк Кастайньйос. Рашид зазнав травми на юнацькому чемпіонаті Європи (U-17) у 2009 році, що, на його думку, в першу чергу завадило Усамі проявити себе в першій команді. Як тільки Усамі виповнилося 18 років, йому не пропонували професійний контракт, а тому юний футболіст не продовжував кар'єру у «Феєнорді».

### «Ден Босх» та зірваний трансфер у бременський «Вердер»
Після відзоду з «Феєнордом» вільним агентом приєднався до «Ден Босха». Сезон 2011/12 років провів в Еерстедивізі, другому дивізіоні чемпіонату Нідерландів. Зіграв 12 разів, відзначився двома голаме, але «Ден Босх» фінішував шостим у чемпіонаті і не зміг кваліфікуватися до Ередивізі. По завершенні сезону Рашид залишив команду.
У 2012 році Вольфганг Сідка, колишній гравець бременського «Вердера», який на той час був тренером Іраку, влаштував перегляд для футболіста у клубі Бундесліги. Його запросили на черговий перегляд, і зрештою «Вердер» запропонував контракт, який Усама відхилив, посилаючись на своє бажання закінчити навчання. Після цього Рашид заявив, що переговори між «Феєнордом» та «Вердером» провалилися, хоча «Феєнорд» не мав права на фінансову компенсацію.

### «Ексельсьйор» (Мааслюйс)
У пошуках більшої кількості ігрового часу Рашид підписав контракт з представником третього дивізіону нідерландського чемпіонату «Ексельсьйор» (Мааслюйс) на сезон 2012/13 років. У Дердедивізі зіграв 20 матчів, в яких відзначився 5-ма голами.

### «Альфенс Бойс»
У 2013 році підписав контракт з представником п'ятого дивізіону нідерландського чемпіонату «Альфенс Бойс». Зіграв 34 матчі в чемпіонаті, в яких відзначився 15-ма голами. По закінченні сезону 2014/15 років залишив команду та перейшов до португальського «Фаренсе».

### «Фаренсе»
Усама підписав контракт з «Фаренсе», який представляв другий дивізіон португальського чемпіонату. За нову команду дебютував 8 серпня 2015 року в поєдинку проти Академіку (Візеу). Першим голом за «Фаренсе» відзначився в поєдинку 7-го туру національного чемпіонату проти «Ковільї». Рашид став гравцем основи в команді, за яку зіграв 41 матч та відзначився 6-ма голами. Після цього отримав пропозицію з Болгарії, яка дозволила йому вперше в кар'єрі зіграти у вищому дивізіоні національного чемпіонату.

### «Локомотив» (Пловдив)
Усама отримав можливість грати на найвищому рівні перейшовши до болгарського «Локомотива» (Пловдив). Дебютував за «Локомотив» вийшовши на заміну в поєдинку 3-го туру проти софійської «Славії». Проте в команді не закріпився, оскільки не зміг пристосуватися до життя в Болгарії. Незабаром після цього повернувся повернувся до Португалії, де підсилив «Санта-Клару».

### «Санта-Клара»
24 січня 2017 року перейшов до представника Ліги Про «Санта-Клара». 12 лютого дебютував за «Санта-Клару», вийшовши на заміну у другій половині матчу проти «Жил Вісенте». Вперше стартував через три дні в перемодному (2:0) поєдинку проти «Кови Пієдади» та відзначився своїм першим голом. Команда закінчила сезон на 10-й позиції, через що неотримала можливість підвищитися в класі.
На початку наступного сезону Рашид відзначи у своїх перших матчах сезону як в Кубку ліги, так і в чемпіонаті. Потім він забив ще три м'ячі в наступних трьох поєдинках, таким чином розпочав сезон, забиваючи в кожному з перших чотирьох матчах ліги. Він зареєстрував свою першу передачу 9 вересня проти «Уніан Мадейра» у переможному матчі (2:1). Усама травмувався у січні, йому знадобилося майже три місяці, щоб відновитись, після чого повернувся в нічийному (3:3) матчі проти «Насіуналя», двічі віддавши гольовими передачами. Потім Рашид відзначився по одному голу у наступних двох поєдинках, проти «Фамалікана» та «Олівейренсе», чим допоміг «Санта-Кларі» і вийти в Прімейра-Ліги.
У своєму першому сезоні у вищому дивізіоні португальського чемпіонату Усама відзначився трьому голами й асистував ще тричі у своїх перших шести поєдинках сезону. Перші 14 матчів розпочав граючи як лівий, центральний або опорний півзахисник. Наступні чотири матчі на міжнародному рівні (у кубку Азії 2019) також пропустив й повернувся лише на матч 1/8 фіналу проти Катару. У матчі 21-го поєдинку проти «Боавішти» Усама розірвав зв'язку коліна і був замінений на 31-й хвилині. Через травму пропустив п'ять матчів, а потім вийшов на заміну у другому таймі проти «Віторії» (Гімарайнш). Він закінчив сезон у португальських турнірах з 25 матчами, 7 голами та шістьма передачами, тоді як «Санта-Клара» фінішувала на 10-му місці з 42 очками.

## Кар'єра в збірній

### Юнацька збірна Нідерландів (U-17)
Переїхавши до Нідерландів у дитинстві, Рашид отримав право брати участь і виступав за юнацьку збірну Нідерландів (U-17), представляючи їх 11 разів. Він був частиною команди, яка зіграла на юнацькому чемпіонаті Європи (U-17) 2009 року, дійшовши до фіналу турніру, в якому програв Німеччині. Також зіграв 2 матчі за юнацьку збірну Нідерландів (U-19).

### Збірна Іраку
Рашид вирішив виступати за країну народження Іраку, коли національною збірною керував колишній бразильський футболіст Зіку, і дебютував у програному (0:6) поєдинку проти Бразилії. Отримав виклик до Кубку Азії 2015 року в Австралії, де разом з Іраком посів 4-те місце.
Протягом наступних чотирьох років на Рашида в основному не звертали уваги, залучався до національної команди епізодично, коли в збірній Іраку за чотири роки очолювали 6 тренерів. Тим не менше, головний тренер Іраку Сречко Катанець повернув Рашида до команди на Кубок Азії 2019. У першій грі Іраку зіграв посередні 45 хвилин у переможному (3:2) поєдинку проти В'єтнаму, і не взяв участі у решті матчів на турніру, оскільки Ірак поступився в 1/8 фіналу майбутньому чемпіону, Катару.

## Особисте життя
Усама має диплом зі спортивного маркетингу, вболівальник іспанського клубу «Реал Мадрид»

## Статистика виступів

### Клубна
Станом на 1 серпня 2020
| Клуб                  | Сезон             | Ліга                | Ліга  | Ліга | Кубок | Кубок | Континентальний | Континентальний | Загалом | Загалом |
| Клуб                  | Сезон             | Дивізіон            | Матчі | Голи | Матчі | Голи  | Матчі           | Голи            | Матчі   | Голи    |
| --------------------- | ----------------- | ------------------- | ----- | ---- | ----- | ----- | --------------- | --------------- | ------- | ------- |
| «Фаренсе»             | 2015–16           | Сегунда-Ліга        | 41    | 6    | 3     | 1     | —               | —               | 44      | 7       |
| «Локомотив» (Пловдив) | 2016–17           | Перша ліга Болгарії | 5     | 0    | 1     | 1     | —               | —               | 6       | 1       |
| «Санта-Клара»         | 2016–17           | Сегунда-Ліга        | 17    | 3    | 0     | 0     | —               | —               | 17      | 3       |
| «Санта-Клара»         | 2017–18           | Сегунда-Ліга        | 25    | 8    | 6     | 2     | —               | —               | 31      | 10      |
| «Санта-Клара»         | 2018–19           | Прімейра-Ліга       | 25    | 7    | 2     | 0     | —               | —               | 27      | 7       |
| «Санта-Клара»         | 2019–20           | Прімейра-Ліга       | 27    | 2    | 4     | 2     | —               | —               | 31      | 4       |
| «Санта-Клара»         | 2020–21           | Прімейра-Ліга       | 0     | 0    | 0     | 0     | —               | —               | 0       | 0       |
| «Санта-Клара»         | Загалом           | Загалом             | 94    | 20   | 12    | 4     | 0               | 0               | 106     | 24      |
| Усього за кар'єру     | Усього за кар'єру | Усього за кар'єру   | 140   | 26   | 16    | 6     | 0               | 0               | 156     | 32      |

### У збірній
| Дата       | Місто    | Господарі | Результат | Гості   | Турнір                     | Голи | Примітки |
| ---------- | -------- | --------- | --------- | ------- | -------------------------- | ---- | -------- |
| 08-01-2019 | Абу-Дабі | Ірак      | 3 – 2     | В'єтнам | Кубок Азії 2019 - 1º turno | -    | 18' 58'  |
| 05-09-2019 | Манама   | Бахрейн   | 1 – 1     | Ірак    | Відбір до ЧС 2022          | -    |          |
| Усього     |          | Матчів    | 2         |         | Голів                      | 0    |          |

## Досягнення

### Клубні
«Санта-Клара»
- Сегунда-Ліга
  -  Срібний призер (1): 2017/18

### Міжнародні
юнацька збірна Нідерландів (U-17)
- Юнацький чемпіонат Європи
  -  Фіналіст (1): 2009

Ірак
- Чемпіонат Західної Азії
  -  Фіналіст (1): 2012

- Кубок Азії
  - 4-те місце (1): 2015